# ۱۶۷۸ (میلادی)
۱۶۷۸ (میلادی) هزار و ششصد و هفتاد و هشتمین سال تقویم میلادی است.

## زادگان
- ۴ مارس - آنتونیو ویوالدی، ویلنیست و آهنگ‌ساز ایتالیایی
- ۲۶ ژوئیه – یوزف یکم، امپراتور مقدس روم، آهنگساز اهل مجارستان (د. ۱۷۱۱)

## درگذشتگان
- ۲ اکتبر - وو سن‌گویی، آخرین ژنرال ارتش مینگ و کسی که دروازه‌های دیوار چین در گذرگاه شان‌های را بر روی سپاهیان منچوری گشود.